# Sophonias de Derichs
Sophonias De Derichs, född 28 april 1712 i Stockholm, död 1 januari 1776 i S:t Petersburg, var en svensk konstnär.
Han var son till kyrkoherden i den holländska församlingen Johannes Dederichs och Elisabeth Krüger samt gift med Maria Johanna Magdalena de la Hayer och bror till Frederyk Dederichs.
De Derichs lämnade Stockholm tillsammans med Martin Mijtens d.y. 1731 och var under de följande 30 åren Mijtens medhjälpare i Wien. Hans arbetsuppgift var att måla detaljer i de porträtt som Mijtens framställde. Under denna tid tillkom den kända porträttgravyren där han avbildade sin fru som han senare överlämnade som gåva till freskmålaren Gregorio Guglielmi. I början av 1760-talet lämnade han Wien och begav sig till Tyskland där han vistades en period i Stuttgart och Berlin innan han slutligen bosatte sig i Augsburg. Där blev han och Guglielmi anlitade för att utföra några kyromålningar. För biskopen Josef av Hessen i  Augsburg fick han utföra två helfigursporträtt av Josep II och hans gemål och av kejsarinnan Maria Josepha. Porträtten är tillsammans med sex andra fursteporträtt av olika konstnärer infattade i väggfält i Regierungsgebäudes stora sal. Hans främsta arbete anses vara porträttet av konstförläggaren J. M. Will iförd Augsburgs kavalleriregimentes uniform som han målade 1772. Samma år reste han med sin hustru och Guglielmi till S:t Petersburg där alla tre inom kort föll offer för en farsot. De Derichs finns representerad vid bland annat Nationalmuseum i Stockholm.
Bland hans offentliga arbeten märks väggmålningen Josef II:s bröllop på Schönbrunn som han utförde 1760.